# Mozhariski
Mozhariski (del ruso: Можарийский) es un jútor del raión de Timashovsk del krai de Krasnodar, en el sur de Rusia. Está situado en la orilla izquierda del río Nezaimanka, afluente del Beisug, 21 km al noroeste de Timashovsk y 76 km al norte de Krasnodar, la capital del krai. Tenía 34 habitantes en 2010.
Pertenece al municipio Neizamánovskoye.